# Лейтенант Тарасов
Гвардии лейтенант Виктор Павлович Тарасов — главный герой кинофильмов «В зоне особого внимания» и «Ответный ход» в исполнении Бориса Галкина.

## Создание персонажа и реальный прототип
Усиление милитаристских настроений привело к тому, что на ответственный пост центрального персонажа в армейских фильмах вместо молодого солдата заступил кадровый офицер. Персонаж Тарасова был создан военным журналистом Евгением Месяцевым на основе реального случая, когда во время учений прапорщик и офицер с двумя солдатами обезвредили банду бежавших из колонии рецидивистов. Месяцев, проведя собственное журналистское расследование, написал об этом сначала репортаж, а затем и киносценарий. Позже, благодаря режиссёрской работе Андрея Малюкова и актёрской игре Бориса Галкина персонаж был воплощён на экране.
Однако Галкин был не первым кандидатом на роль. Изначально на роль Тарасова претендовало около тридцати человек, но Сергей Бондарчук, помогавший при создании фильма, после просмотра кинопроб утвердил его кандидатуру, сказав: «Конечно, Галкин». Готовясь к роли Тарасова, Галкин оттачивал свои навыки единоборств в спортзале «Фрунзенец» на Садовой-Триумфальной в группах под руководством А. Костенко и А. Иншакова. В ходе съёмок Борис Галкин сам выполнял все сложные и острые эпизоды, кроме затяжного прыжка с парашютом — трюка, требовавшего квалификации спортсмена-парашютиста.

## Конфликт двух сильных личностей
Сложность проблемы, которая вставала перед создателями ленты, на тот момент дебютантами — режиссёром и сценаристом, заключалась в том, что зритель заранее знал, что на экране перед ним разворачивается не настоящее сражение, а игра. Масштабная, разворачивающаяся по всем правилам военных действий, максимально приближённая к боевым условиям, но игра. Сложным представлялось втянуть в эту игру зрителя, создать атмосферу серьёзности происходящего, так как до этого фильма советские, как и, впрочем, зарубежные режиссёры не пытались строить сюжеты приключенческих фильмов на основе войсковых учений — учениям не хватало остроты сюжета. Здесь в первую очередь необходимо было знание материала — А. Малюкову помогал собственный армейский опыт, кроме того, участие в работе над другой военной картиной — «Освобождение» — также сыграло свою роль. Нужны были и такие драматургические ходы, которые бы позволяли специфику военной игры рассматривать сквозь призму обычных человеческих отношений.
Сам по себе этот ход — двух главных героев, лейтенанта и прапорщика из южной группы, сразу поставить в конфликтную ситуацию друг к другу — возможно даже в чём-то элементарен, но именно он обеспечивает действию остроту, дополнительную энергию. Назначив молодого лейтенанта Тарасова командиром взвода, начальник штаба тем самым «убивал двух зайцев»: рассчитывал на инициативу, целеустремлённость, честолюбие Тарасова и подстраховывал его — на всякий случай — огромным воинским и житейским опытом другого ключевого персонажа — прапорщика Волентира. Командирский дебют Тарасова и сто первый разведвыход Волентира должны были, каждый со своими преимуществами, соединиться в одну целенаправленную силу. Однако дело тут не в одной ситуации — в самом типе, новом характере выходящего на арену действий героя. Драматургия фильма на другом материале поддерживает, продолжает тенденцию, которая уже заявила о себе в некоторых сценариях и фильмах 1970-х, — тяготение к сильной личности, всё берущей на себя, за всё отвечающей собственной головой.

## Характеристика персонажа
Как отметила советский кинокритик, заслуженный работник культуры РСФСР Нина Игнатьева в своей статье «Право на фильм», есть в этом герое хватка, сокрушительный напор, неуёмная энергия, особая уверенность, с самоуверенностью граничащая, целенаправленный ум, хладнокровие, трезвость расчёта. Чем хорош такой герой и чем плох, в чём его привлекательность, а чем он настораживает, насколько закономерно его появление, — Игнатьева считает что на эти вопросы лучше отвечать не «вообще», а обращаясь к конкретному художественному опыту, к конкретному характеру, раскрывающемуся в определенных обстоятельствах. Тарасов из числа тех людей, которые стараются быть в авангарде, громко и без обиняков стремятся заявить о себе, о своих качествах. И раз уж качества эти направлены на нужное дело, устремлены на достижение общей цели, если желание идти впереди сочетается ещё и с умением вести за собой — это определённо на пользу.
Лейтенант Тарасов в исполнении Галкина — по мнению Игнатьевой — обаятельный, ловкий, смелый и выносливый. По словам обозревателя газеты «Аргументы и факты» Андрея Колобаева, в конце 1970-х и середине 1980-х годов после роли доблестного десантника в крутых боевиках «В зоне особого внимания» и «Ответном ходе» имя артиста Бориса Галкина гремело на всю страну, для многих он стал идеалом настоящего мужчины. Согласно корреспонденту «Вечерней Москвы» Андрею Кравченко, сыгранный Галкиным командир разведывательно-диверсионной группы Тарасов стал не только образцом для киноподражания, но и «визитной карточкой» актёра. Обозреватель газеты «Москвичка» Мария Посохова отмечает по этому поводу, что сыгранная тридцать с лишним лет назад роль десантника, лейтенанта Виктора Тарасова словно бы отпечаталась на нём. Киновед, член Союза кинематографистов России Денис Горелов считает, что выбор на роль командира группы гвардии лейтенанта Тарасова «компактного» самбиста-каратиста, актёра Театра на Таганке Бориса Галкина был попаданием в яблочко: «Попрыгучий мячик-лейтенант пританцовывал, бесился, валял дурака и отлично выглядел в тельняшке с автоматом-складнем через шею коромыслом».
Член Союза писателей России, полковник запаса Борис Карпов уверен, что главный герой картины, десантный лейтенант Тарасов здорово полюбился военному зрителю по причине своего задора, напористости, бескомпромиссности, отваги, то есть всего набора качеств офицера-романтика, присягнувшего на верность Родине, готового выполнить любой боевой приказ. Прапорщика Волентира и лейтенанта Тарасова он называет просто: «Бравыми десантниками».

## Значение в военно-патриотическом воспитании
После выхода фильма «В зоне особого внимания» в прокат, конкурс в Рязанское высшее воздушно-десантное командное училище вырос фактически в десять раз, — до двадцати человек на место, — в первую очередь, благодаря блестяще сыгранной Борисом Галкиным роли лейтенанта Тарасова. Старший редактор газеты «Красная звезда» Константин Ращепкин отмечает то обстоятельство, что мастерски владеющий приёмами рукопашного боя и ловко побеждающий на учениях со своей разведгруппой целые роты мотострелков, кинематографический лейтенант Тарасов буквально «звал» в РВВДКУ тысячи отважных мальчишек. Поступить, однако, удавалось немногим. И лишь единицам удавалось попасть по распределению в разведывательные подразделения ВДВ. «Кто из пацанов в те годы не хотел быть похожим на лейтенанта Тарасова?», — соглашается с ним другой корреспондент «Красной звезды» Юрий Бородин.

Лейтенант Тарасов и прапорщик Волентир — молодой, неопытный офицер и пожилой, умудрённый опытом старшина

По мнению обозревателя газеты «Гудок» Светланы Пшеничновой, мальчишки тысячами шли в военные училища с именем лейтенанта Тарасова на устах, потому что это был надёжный парень, мастер своего дела, настоящий мужик. Корреспондент ИА REGNUM и помощник командующего КСПМ СНГ по информационному обеспечению полковник А. Диордиев подтверждает, что в конце 1970-х — начале 1980-х годов, лейтенант Тарасов и крутой десантный боевик «В зоне особого внимания» многим парням судьбу сделали.
После успеха обоих фильмов актёр Борис Галкин встречался с командующим ВДВ генералом Подколзиным. По словам актёра, генерал сам тогда положил голову ему на плечо и сказал: «Сынок, если бы ты знал, что ты для нас сделал!..». «Куда подевались те ловкие, удачливые десантники из фильма „В зоне особого внимания“»? — вопрошал с ностальгией обозреватель журнала «Коммунист Вооружённых сил» майор Игорь Плугатарёв, повествующий в начале 1990-х годов о пришедших им на смену героях перестроечных фильмов про армию, где на первое место вышли темы неуставных отношений и дедовщины, а не чувство долга и решимость во что бы то ни стало выполнить боевую задачу.
Во время пребывания Бориса Галкина в Пскове в июле 2011 года к нему подошла делегация из Союза десантников Пскова во главе с генерал-майором в отставке Юрием Соседовым. Любимому артисту они вручили подарки, благодарили за роль капитана Тарасова. «Ведь я, как и многие мои товарищи, стал офицером-десантником, посмотрев фильм „В зоне особого внимания“», — заметил один из мужчин. Виктор Бабенко, депутат Областной думы Законодательного собрания Свердловской области, председатель правления Свердловской областной организации Российского Союза ветеранов Афганистана вспоминает о времени выхода первого фильма дилогии: «Нам лет по шестнадцать было, смотрели фильм по пять-десять раз и рвались в десантуру!». О встрече ветеранов войны в Афганистане с Борисом Галкиным в 2010 году Бабенко пишет, что это уже был не тот молодой лейтенант Тарасов, да и ветераны боевых действий — тоже уже не мальчишки, но всё равно принимали его на ура, как командира. Несмотря на то, что фильмы «Ответный ход» и «В зоне особого внимания» были сняты более тридцати лет назад, молодые парни до сих пор под впечатлением от созданных Галкиным образов делают свой жизненный выбор и ставят во главу угла служение России.

## Комментарии
1. ↑  Обучение каратэ на тот момент ещё не являлось преступлением.
2. ↑  За статью «Право на фильм», Нина Александровна Игнатьева была награждена первой премией Союза кинематографистов СССР за лучшую работу в области кинокритики.